# 青春ベジタブル
青春ベジタブルは、KBS京都で毎週日曜日に放送された若者向けの深夜ラジオ番組。
1989年4月から1995年3月まで放送。

## 概要
放送時間は毎週日曜22-24時。しかしプロ野球のナイター中継の延長によって放送時間が極端に縮小されたり、国政選挙等の開票速報によって放送そのものが中止されることも度々あった。この番組終了をもって、KBS京都の日曜深夜生番組枠は消滅した。

## 出演
- 森脇健児 - 初代メインパーソナリティ[1]。
- 小川恵理子 - 番組開始当初の初代アシスタント[2]。
- 竹井輝彦 - 2代目メインパーソナリティ[3]。森脇健児の演出によって徐々に出演時間を拡大、森脇健児のプロ野球ニュースの出演時からメインを何度か行い、森脇の降板後、昇格した。
- 大阪キッズ
- AZAZ
- DA-DA[4]
- ベンチウォーマーズ[5](T・K・O、のイズほか)

## 特徴
森脇から竹井へメインが入れ替わる直前より、鴨川を主体としたイベント（通称『集会』）が多く開催される事になった。本来イベントを開催する場合は会場などを借りるなどの手段を講じるのだが、当時KBS京都はイトマン事件による影響で廃局の危機に晒されていた状態で、その予算がなかなか捻出できなかった。「集会」の開始当初は四条大橋の下が開催場所であったが、集合人数の多さ等による警察からの指導を受け、KBS京都の社屋に近い鴨川丸太町橋の下に場所を移す事になる。最終回の最後に「来年の3月26日、鴨川に集合や！」と竹井が叫んだ結果、翌年かつてのイベント会場だった鴨川丸太町橋下に元リスナー達が千人以上集まってしまった。このイベントは一部のリスナーを中心に長年続けられていた。